# THX 1138
『THX 1138』は、1971年のアメリカ映画。ジョージ・ルーカスのデビュー作となったSF映画である。

## 概要
原作・脚本・監督はルーカスが1人で担当している。
ルーカスが南カリフォルニア大学時代の1967年に制作した短編映画『電子的迷宮/THX 1138 4EB』が元となっている。教授たちに課題として求められたのは5分以内のものだったが、ルーカスは20分以上の自由な映画を作ってみせた。これを見た教授たちは「彼は規制を超えて何かをやれる男だ」と期待するようになったという。また、この短編映画に可能性を感じたフランシス・フォード・コッポラによってルーカスと映画会社に資金が提供され、コッポラの期待を受けて映画は制作されたが、興行的には失敗に終わった。
配給会社が「わけが分からない」と勝手に5分短くカットしたため、ルーカスはハリウッド・システムを嫌うようになる。
日本では劇場未公開だったが、後年にテレビ放映やソフト化はされている。なお、本作の元となった『電子的迷宮/THX-1138:4EB』は、『スター・ウォーズ』リバイバル上映の際に併映された。2004年に『THX 1138 ディレクターズカット』としてDVD化された際には、CGによる背景などの大幅な差し替えが行われ、一部編集も異なるものとなった。同DVD/BD再発版にオリジナルの公開版は収録されておらず、公開版は現在のところ、基本的にはビデオやLDでしか見ることができない。
「THX」という単語は、制作当時意味を持たなかったが、後にルーカスが関わった映画にはたびたび登場している。『アメリカン・グラフィティ』もその1つであり、作中に登場する車のナンバープレートには「THX-138」と記録されていた。
また、東京ディズニーランド（東京ディズニーリゾート）に存在していた旧スター・ツアーズ（現在のスター・ツアーズ:ザ・アドベンチャーズ・コンティニュー）内のQライン内において「THX-1138の赤と白のランドスピーダー...」とアナウンスされていた。
後にルーカスが設立した映画のクオリティ管理会社の社名「THX」も、本作が由来の1つ。また、『スター・ウォーズ』シリーズでは各作品の台詞や設定などに必ず「1138」という数字が盛り込まれている。
なお、「THX」については作中では「ティー・エイチ・エックス」と発音せず、「サックス」と発音している。

## あらすじ
人名さえも番号で管理されている25世紀。人々は広大な地下都市内で支給される精神安定剤を服用しながら、感情も娯楽も規制された単調な日常を送らされていた。そんなある日、主人公のTHX-1138は女性ルームメイトのLUH-3417が自分の分も精神安定剤の服用を止めたことがきっかけとなり、地下都市内ではタブーとされている肉体関係を結ぶ。THX-1138とLUH-3417は地上への逃避行を夢見るが、LUH-3417はSEN-5241による密告で連行され、アーカイブされてしまう。
THX-1138の無意識な行動は、次のルームメイトとなったSEN-5241の言動にも影響を与える。ある日、THX-1138とSEN-5241は公園のベンチにおり、近くには子供たちが輪を作って遊んでいたが、その1人が耳の後ろに付けた学習装置の不具合に悩んでいた。SEN-5241は外れかかった装置を付け直してあげると、「僕が子供の頃は（この装置は）もっと大きかった」と回顧する。その装置は、意識しなくても国数社理の知識が脳にインプットされる装置であった。まもなく、SEN-5241はロボット警察官に連行され、THX-1138は地下都市からの脱出を図る。
スーパーカーのようなパトカーを運転して逃走するTHX-1138を、ロボット警察官は逮捕した場合の利益と現在消費しているコストを比較しながら追跡する。地下ハイウェーが都市外延部に近付くと、侵入した外の世界の住人を見かけるようになるが、彼らの容姿は環境悪化の影響を受けて奇形であった。
最外延部へ到達する直前、THX-1138を逮捕した場合の利益を現在消費しているコストが上回ったため、ロボット警察官は追跡を中止する。まもなく地上へ出たTHX-1138は、地平線に沈む夕日の前を鳥が飛んでいく光景を、たたずんで眺めるのだった。

## キャスト
- THX-1138：ロバート・デュヴァル
- LUH-3417：マギー・マコーミー
- SEN-5241：ドナルド・プレザンス
- PTO：イアン・ウルフ
- Hologram SRT：ドン・ペドロ・コリー
- Prisoner TWA：マーシャル・エフロン
- Prisoner NCH：シド・ヘイグ（Sid Haig）
- Prisoner DWY：ジョン・ピアーズ
- OMM 0910（声）：ジェームス・ウィートン